# 29 tháng 9
Ngày 29 tháng 9 là ngày thứ 272 (273 trong năm nhuận) trong lịch Gregory. Còn 93 ngày trong năm.

## Sự kiện
- 522 TCN – Darius I giết pháp sư tiếm vị Gaumâta, củng cố vị thế quân chủ của Đế quốc Achaemenes Ba Tư.
- 440 – Bắt đầu triều đại của Giáo hoàng Lêô I, một trong những vị giáo hoàng có ảnh hưởng lớn trong lịch sử của Giáo hội Công giáo Rôma.
- 1227 – Frederick II, Hoàng đế La Mã Thần thánh, bị Giáo hoàng Grêgôriô IX loại trừ vì thất bại trong tham gia vào các cuộc Thập tự chinh.
- 1578 – Tegucigalpa, thành phố thủ đô của Honduras, bị người Tây Ban Nha tuyên bố chủ quyền.
- 1717 – Một trận động đất tấn công Antigua Guatemala, phá hủy phần lớn kiến trúc của thành phố.
- 1774 – Tác phẩm Nỗi đau của chàng Werther được phát hành khiến tác gia Johann Wolfgang von Goethe (hình) có được danh tiếng quốc tế.
- 1789 – Bộ Chiến tranh Hoa Kỳ lần đầu tiên thành lập một đội quân chính quy với quân số vài trăm người.
- 1887 – Câu lạc bộ thể thao Đức Hamburger SV được thành lập với việc sáp nhập Der Hohenfelder Sportclub và Wandsbek-Marienthaler Sportclub.
- 1911 – Ý tuyên chiến với Đế quốc Ottoman.
- 1918 – Chiến tranh thế giới thứ nhất: Bulgaria ký Hiệp định đình chiến Salonica.
- 1940 – Hai chiếc máy bay loại Avro Anson của Không quân Hoàng gia Úc va chạm trên không phận Brocklesby, New South Wales, sau đó chúng bị mắc vào nhau song đều tiếp đất an toàn.
- 1954 – 12 quốc gia ký hiệp định thành lập Tổ chức Nghiên cứu Nguyên tử châu Âu (CERN), phòng thí nghiệm vật lý hạt lớn nhất thế giới hiện nay.
- 1957 – Thảm họa Kyshtym là tai nạn hạt nhân tồi tệ thứ ba từng được ghi nhận.
- 1971 – Oman tham gia Liên đoàn Ả Rập.
- 1972 – Trung Quốc và Nhật Bản ký kết tuyên bố chung, bình thường hóa bang giao giữa hai bên.
- 1979 – Nhà độc tài Francisco Macias của Guinea Xích đạo bị bắn bởi những người lính từ Tây Sahara.
- 1988 – NASA phóng tàu STS-26, nhiệm vụ đầu tiên kể từ thảm họa Challenger.
- 1990 – Hoàn thành việc xây dựng Nhà thờ chính tòa Quốc gia Washington.
- 1992 – Tổng thống Brazil Fernando Collor de Mello bị luận tội.
- 2009 – Một trận động đất có cường độ 8,1 Mw xảy ra dưới đáy biển ở khu vực quần đảo Samoa, gây ra sóng thần khiến hơn 100 người thiệt mạng.

## Sinh
- 1758: Horatio Nelson - Đô đốc Anh Quốc (m. năm 1805)
- 1899: László Bíró - Nhà phát minh bút bi (m. năm 1985)
- 1931 - Lê Văn Tư, Chuẩn tướng Quân lực Việt Nam Cộng hòa
- 1976: Andriy Mykolayovych Shevchenko - Cầu thủ bóng đá Ukraina
- 1984: Per Mertesacker - Cầu thủ bóng đá Đức
- 1985: Dani Pedrosa - Tay đua MotoGP đội đua Repsol Honda quốc tịch Tây Ban Nha
- 1961: Julia Gillard - Thủ tướng thứ 27 của Úc
- 1992: Châu Thâm - Ca sĩ người Trung Quốc
- 1993: Lee Hongbin - Thành viên nhóm VIXX (빅스)
- 1996: Đỗ Duy Mạnh - cầu thủ bóng đá Việt Nam
- 1999: Choi Yena - thành viên nhóm nhạc nữ IZ*ONE

## Mất
- 1945 – Bùi Quang Chiêu, nhà chính trị Nam Kỳ bị Việt Minh ám sát (s. 1872)
- 1951 – Nguyễn Bình, trung tướng và tư lệnh Nam Bộ Việt Nam (s. 1906)
- 1973 – W. H. Auden, nhà thơ Hoa Kỳ gốc Anh (s. 1907)
- 2001 – Nguyễn Văn Thiệu, Tổng thống Việt Nam Cộng hòa
- 2020
  - Mac Davis, ca sĩ Mỹ (s. 1942)
  - Helen Reddy, ca sĩ Úc-Mỹ (s. 1941)